# بيرجيت روسينغرين
بيرجيت روسينغرين (بالسويدية: Birgit Rosengren)‏ هي ممثلة سويدية، ولدت في 27 نوفمبر 1912 في السويد، وتوفيت بنفس المكان في 6 أكتوبر 2011.

## وصلات خارجية
- بيرجيت روسينغرين على موقع IMDb (الإنجليزية)
- بيرجيت روسينغرين على موقع قاعدة بيانات الأفلام السويدية (السويدية)
- بيرجيت روسينغرين على موقع قاعدة بيانات الفيلم (الإنجليزية)
- بيرجيت روسينغرين على موقع كينوبويسك (الروسية)